# Muzeum starobrněnského opatství
Muzeum starobrněnského opatství bylo otevřeno 1. února 2018. Nachází se v augustiniánském opatství na Starém Brně. Zabývá se historií Starého Brna, cisterciačkami a vývojem augustiniánského řádu obecně i přímo v Brně. Vzniklo ve spolupráci brněnských augustiniánů, jejichž sbírkové předměty tvoří převážnou část exponátů muzea, Mendelovým muzeem, jakožto zprostředkovatelem průvodcovských služeb muzea, a Muzeem města Brna, které zapůjčilo archeologické nálezy a fotografie.
Expozice je umístěna v autentických prostorách stále fungujícího opatství a je rozdělena do čtyř tematických částí. Součástí muzea jsou galerie profánního a sakrálního umění, kde jsou vystaveny obrazy a předměty vysoké umělecké a historické hodnoty. Obrazy dříve zdobily zdi veřejnosti uzavřené části opatství, dnes je však mohou obdivovat odborníci i laická veřejnost.

## Klášter do roku 1782
Při příchodu do expozice jsou návštěvníci seznámeni s cisterciáckým řádem, založením kláštera na Starém Brně, Eliškou Rejčkou a archeologickými výzkumy, které v opatství probíhaly.
Cisterciácký řád byl založen v 11. století Robertem, opatem z Molesme, který se skupinou mnichů odešel na místo zvané Citeaux, latinsky Cistercium, kde založil klášter. Cílem cisterciáků byl návrat k benediktýnskému učení pod heslem "Modli se a pracuj". Nejznámějším cisterciákem byl Bernard z Clairvaux, jehož sestra blahoslavená Humbelína, je řádovou tradicí považována za zakladatelku ženské větve cisterciáckého řádu. V českých zemích byly cisterciácké kláštery zakládány od 40. let 12. století.

### Založení kláštera
Klášter byl založen roku 1323 Eliškou Rejčkou, byl začleněn do cisterciáckého řádu a jako všechny cisterciácké kláštery byl zasvěcen Panně Marii. Nesl název Aula Sanctae Mariae (Síň svaté Marie). První abatyší byla Kristina, která byla společně s dvanácti jeptiškami uvedena do kláštera ještě před vydáním zakládací listiny, 15. května 1323. Královská vdova Eliška Rejčka pro klášter nashromáždila jak movitý a nemovitý majetek, tak ale získala privilegia a svobody. V zakládací listině z 1. června 1323 bylo klášteru uděleno pět vesnic a také statek na Starém Brně. Nejznámějším movitým majetkem jsou iluminované rukopisy, které Rejčka nechala pro klášter zhotovit. Cisterciačky žily na Starém Brně až do roku 1782, kdy byl jejich klášter výnosem císaře Josefa II. zrušen. O rok později přišli do uvolněného kláštera augustiniáni.

### Archeologické průzkumy na Starém Brně
V 70. letech 20. století byl proveden archeologický výzkum na Starém Brně, jelikož se předpokládalo, že gotický kostel Panny Marie, u něhož byl klášter založen, nebyl nejstarší stavbou na tomto místě. Gotický kostel sloužil až do dostavění konventního chrámu, dnes baziliky Nanebevzetí Panny Marie. Poté byl nově zasvěcen sv. Anně. Po zřízení klášterního špitálu začal plnit funkci špitální kaple. Průzkumy odhalily dvě starší stavby – jednolodní románský kostelík a ještě starší románskou rotundu, která je datována do přelomu 10. a 11. století.
Pro lepší představu o návaznosti staveb je k dispozici model výsledků archeologických výzkumů a fotografie z prací. Vystaveny jsou archeologické nálezy z okolí kostela a model rotundy.

## Galerie profánního umění
Prostor bývalého dormitáře sester cisterciaček je věnován obrazům tzv. světského umění. Pro historii kláštera je důležitý obraz Jeruzaléma od brněnského malíře židovského původu Ludwiga Bluma.Největší obraz Jeruzaléma na světě byl namalován v roce 1937 pro Biblické muzeum, které v prostorách bývalé kapitulní síně kláštera augustiniáni provozovali. V dormitáři je obraz umístěn od roku 2000.
Ve sbírce brněnských augustiniánů jsou i čtyři obrazy souboru inspirovaného básní Osvobozený Jeruzalém barokního básníka Torquata Tassa od vlámského malíře Jana de Herdt. Poslední dochovaný obraz série je v majetku Kunsthistorisches Musea ve Vídni. Jan de Herdt byl dvorním císařským malířem ve Vídni. V roce 1786 byla některá z jeho pláten převezena z císařské rezidence u Vídně do bývalého augustiniánského kláštera sv. Tomáše na dnešním Moravském náměstí v Brně.
Vystaveny jsou také obrazy Jarní práce a Návrat z pastvy Lucase van Valckenborcha ze 16. století. Valckenborch byl ve službách arcivévody Matyáše a jeho díla se dostávala do sbírek bohatých šlechticů. Většina jeho děl je uložena v Kunsthistorisches Museu ve Vídni.
Ze 17. století pocházejí obrazy Přístav s antickou krajinou a Krajina s Letohrádkem od vlámského malíře a architekta Franze Geffelse.

## Galerie sakrálního umění
V bývalé společenské místnosti augustiniánů, aule, je instalována obrazárna tzv. církevního umění. Nejstarší obrazy pocházejí z 15. - 16. století (Setkání Panny Marie se sv. Alžbětou, Odpočívající Kristus), nejmladší jsou pak obrazy z 18. století. Zajímavým exponátem je "oboustranný" obraz z 15. století, na jehož aversu je zobrazeno Narození Páně, na reversu Tupení Krista. Kromě obrazů je zde vystavena i bohatá sbírka relikviářů. Dominantu prostoru tvoří dřevěné dveře, které vedly na kůr sester cisterciaček. Jsou zdobeny řezbou s biblickou symbolikou a plastikou Bernarda z Clairvaux.

## Augustiniáni v Brně
Informačně nejbohatší částí muzea je místnost věnovaná vývoji augustiniánů v Brně. Je instalována v chodbě spojující malé a velké varhany baziliky Nanebevzetí Panny Marie a je prostorem přirozeně rozdělena na dva oddíly.

### Vývoj augustiniánů v Brně
Závěrečná část muzea je uvozena životem a dílem sv. Augustina a okolnostmi vzniku augustiniánského řádu. Příchod sv. Augustina ke křesťanství dokladuje obraz Křest sv. Augustina a jeho dílo vybrané spisy z klášterní knihovny. Vzácný je pergamen s malbou sv. Augustina.
Znak augustiniánů – hořící srdce probodené šípem nad otevřenou knihou – je znázorněn na autentické fotografii pořízené v sakristii baziliky Nanebevzetí Panny Marie. Řeholníci vystavili i svůj oděv – černý hábit s malou kapucí.
Zakládací listinu vydal brněnským augustiniánům Jan Jindřich Lucemburský 2. února 1350 a nechal také postavit klášter a kostel Zvěstování Panny Marie a sv. Tomáše na místě dnešního Moravského náměstí v Brně. Dostavbou klášterního konventu pověřil svého syna, moravského markraběte Jošta. Brněnští augustiniáni se těšili přízni i Karla IV., který byl také velkým podporovatelem řádu.

#### Panna Marie Svatotomská
Obraz Panny Marie Svatotomské, neboli Černé Madony je opředen mnoha legendami o původu a jeho cestě ke Karlu IV., který ho poté daroval augustiniánům. Černé Madoně je připisováno několik zázraků, především v dobách válečných konfliktů. Kolem obrazu proto začal vznikat silný mariánský kult, který vyvrcholil korunovací slavného obrazu. Ke korunovaci byl zhotoven nejen tzv. stříbrný oltář, ale vznikaly i kopie obrazu, které se rozdávaly poutníkům, kteří na slavnost dorazili. Tyto kopie jsou v různých podobách v muzeu vystaveny.

#### Povýšení kláštera
Silný mariánský kult a snaha přispět k věhlasu augustiniánského řádu přimělo řeholníky v polovině 18. století zažádat o opatskou hodnost pro tehdejšího opata Matouše Pertschera. Jelikož Brno nemělo do roku 1777 biskupství, povýšení vyjednával olomoucký biskup Julius kardinál Troyer. Ten nejen vyjednal povýšení, ale také vysvětil Matouše Pertschera do hodnosti opata. 22. dubna 1752 byl klášter sv. Tomáše povýšen na opatství. Augustiniánské opatství na Starém Brně je jediné augustiniánské opatství na světě.

#### Stěhování na Staré Brno
Na základě Josefínské reformy se 15. března 1783 museli řeholníci z kláštera sv. Tomáše vystěhovat. Jako náhradu dostali od císaře zrušený klášter cisterciaček na Starém Brně. Bylo jim dovoleno vzít si s sebou obraz Černé Madony se stříbrným oltářem a část zařízení kostela sv. Tomáše. Některý majetek byli nuceni prodat. Na opravy zpustlého kláštera si vyžádali od císaře nemalé prostředky.
Po přestěhování postavili nové křídlo kláštera s refektářem a knihovnou a úpravy se dotkly i kostela. Do hlavního oltáře byl začleněn stříbrný oltář s obrazem Černé Madony a kostel byl vymalován v novogotickém stylu.

#### Těžké časy
Během druhé světové války a období komunismu nastaly pro obyvatele kláštera těžké časy. V roce 1943 začalo vyšetřování 16. duchovních i civilních osob augustiniánského opatství, jehož cílem bylo prokázat "protiříšskou" činnost kláštera a úředně zabavit nemalý majetek. Z vyšetřovaných byli dva popraveni, dva propuštěni a zbytek poslán do káznic. Konvent byl zničen bombardováním, ale také německou armádou, která si zde zřídila vojenský lazaret.
Kláštery byly nepřáteli i v období komunismu, a to zejména pro společenský vliv a kontakty se zahraničím. Plán na zrušení mužských klášterů, tzv. Akce K, zahrnoval do své druhé fáze i starobrněnský klášter. Řeholníci byli z kláštera odvezeni 27. dubna 1950 po 21. hodině. Opat Antonín Švanda byl odvezen do internačního tábora v Želivi, ostatní řeholníci do centralizačních táborů. Budovy byly předány Ministerstvu národní bezpečnosti, část objektu využívala Československá akademie věd. Rozsáhlou knihovnu dostala do správy Moravská zemská knihovna. Zrušený konvent sloužil mnoha účelům, např. ze byly koleje pro studenty nebo truhlářské dílny.

#### Navrácení kláštera
Po vrácení kláštera augustiniánům probíhaly v 90. letech minulého století rozsáhlé opravy, jelikož klášter nesl známky neohleduplného užívání. Například stříbrný oltář musel být staticky zajištěn, některé jeho části byly poškozeny, nebo zcela chyběly.
Dnes je opatství sv. Tomáše na Starém Brně stále funkční. Klášterní budovy jsou pronajímány a své sídlo zde má i Mendelovo muzeum Masarykovy univerzity a Muzeum starobrněnského opatství.

### Liturgická roucha a opatské insignie
Ve druhé části věnované augustiniánům v Brně zaujme na první pohled unikátní dřevěná podlaha z prken z jednoho kusu. Ve vitrínách jsou vystavena bohatě zdobená liturgická roucha užívaná po staletí samotnými augustiniány. Je zde například i roucho prvního opata Matouše Pertschera nebo zdobený liturgický plášť – pluviál. K hodnosti opata patří i tzv. opatské insignie – berla, mitra a náprsní kříž – pektorál. Ty jsou k vidění nejen samostatně, ale pro lepší představu také na figuríně.
Prohlídku Muzea starobrněnského opatství uzavírá pohled do boční lodě baziliky Nanebevzetí Panny Marie. Uzavírá se tak cesta od jejího založení ve 14. století až do současné podoby.